# Hasso von Bismarck
Hans-Hasso Otto Klaus von Bismarck (* 22. Juli 1902 in Lüneburg, Niedersachsen; † 22. Juni 1941 in Tauroggen, Litauen) war ein deutscher Athlet bei den Olympischen Winterspielen 1932. Im Zweiten Weltkrieg war er Unteroffizier und starb am ersten Tag des Unternehmens Barbarossa.

## Olympia
Hasso von Bismarck verstärkte 1932 als Bobfahrer das deutsche Olympiaaufgebot und wurde in Lake Placid im Viererbob-Wettbewerb zusammen mit dem „Notpiloten“ Walther von Mumm, Georg Gyssling und Gerhard von Hessert Siebter und Letzter, nach dem zweiten Lauf lag die Mannschaft sogar noch auf Platz sechs. Die Bob-Besatzung war in letzter Minute eingesprungen, nachdem nach schweren Stürzen von Werner Zahn und Fritz Grau zahlreiche Sportler aus den ursprünglichen Besatzungen im Krankenhaus lagen. Von Bismarck startete für den Berliner Sport-Club (Berliner SC).

## Zweiter Weltkrieg
Von Bismarck beantragte am 26. Juni 1939 die Aufnahme in die NSDAP und wurde zum 1. September desselben Jahres aufgenommen (Mitgliedsnummer 7.111.963). Er diente im Zweiten Weltkrieg als Unteroffizier und wurde am ersten Tag des Unternehmens Barbarossa, beim Überfall auf die Sowjetunion in Taurage, Litauen, getötet.